# Sint-Katarinakerk (Brugge)

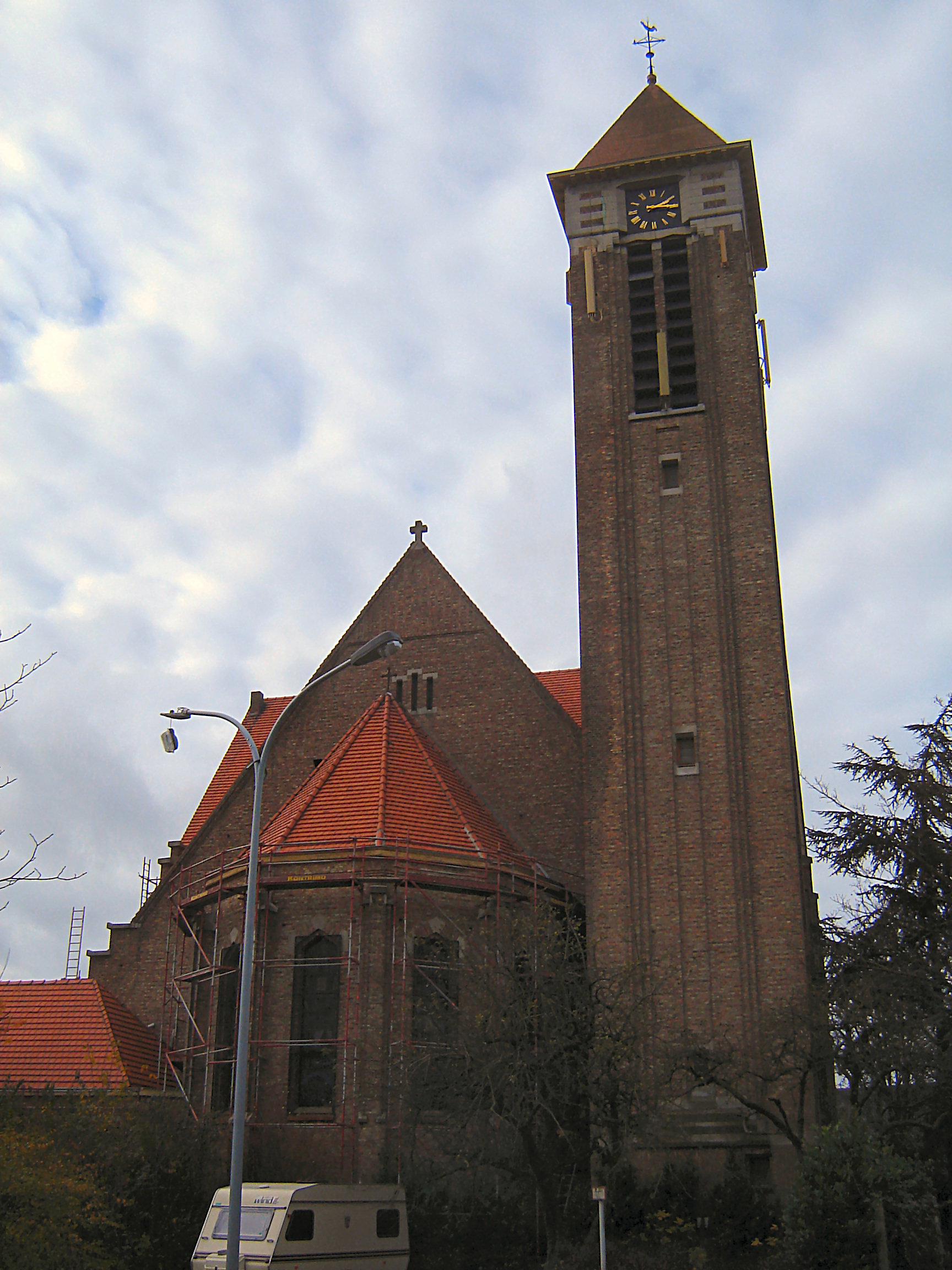
De Sint-Katarinakerk, toren

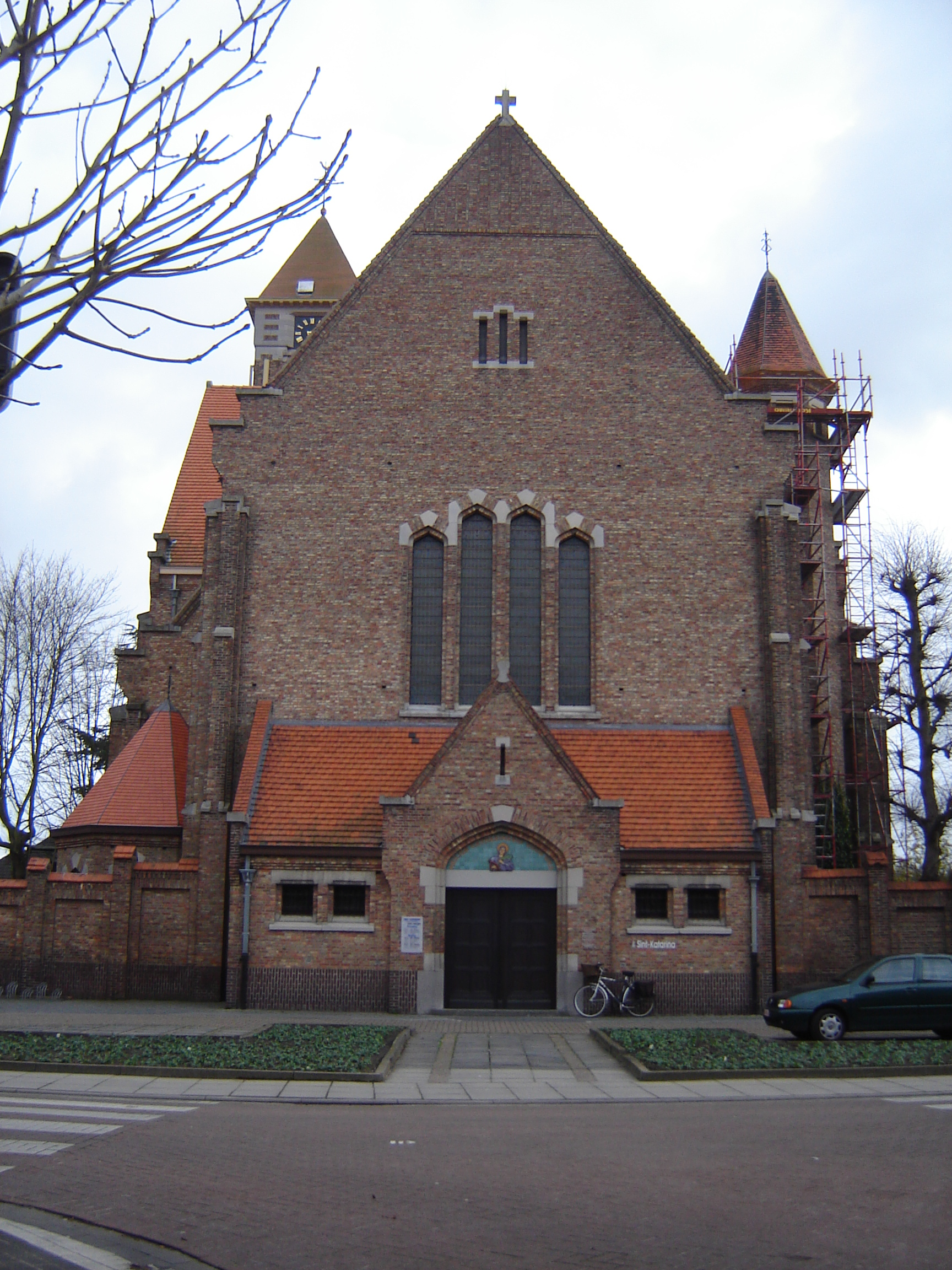
De Sint-Katarinakerk, ingang

De Sint-Katarinakerk in de Belgische stad Brugge is gelegen in de wijk en parochie Sint-Katarina in de deelgemeente Assebroek.

## Geschiedenis
Reeds in 1270 was er een kerk voor de toenmalige Sint-Katarinaparochie, ongeveer op de hoek van de huidige Vestingstraat en Edward de Denestraat. Deze kerk werd tijdens het conflict met de Gentenaren gesloopt in 1382, en herbouwd rond 1400 op ongeveer dezelfde plaats en met hetzelfde plan. Ze werd opnieuw gesloopt in 1578, net zoals alle andere grote gebouwen buiten de stadsmuren, en dit om strategische redenen tijdens de godsdienstoorlogen. De parochie bleef hierna bestaan tot het begin van de 19e eeuw, maar zonder een vaste kerk.

### Huidige kerk
Na de heroprichting van de Sint-Katarinaparochie in 1910 was er ook nood aan een nieuwe kerk. Hoewel de besprekingen voor de bouw van de nieuwe kerk uiterst moeizaam verliepen, met knelpunten rond plaats, subsidies, gemeenteraden, kerkfabriek, werd in februari 1912 een wedstrijd uitgeschreven voor architecten. De jury weerhield het project van ingenieur-architect Alfons Van Coillie uit Roeselare en in augustus 1913 werden de plannen goedgekeurd in de gemeenteraad. Als laatste in de rij stemde de provincieraad in juli 1914 een toelage goed van 1/5 van de totale onkosten die geraamd werden op 136.593 BEF.
Echter, op 4 augustus 1914 werd België meegesleurd in de Eerste Wereldoorlog en schreef pastoor Goethals in zijn dagboek: "'t is te vreezen, alles valt in duigen voor een langen tyd".
De tweede en derde pastoor Emiel Roelens (1914-1921) en Michiel Vandenberghe (1921-1932) konden door de oorlogsjaren en de nasleep ervan evenmin aan de uitvoering van de bouwplannen beginnen.
Toen Cyriel Deschoolmeester (1932-1941) op 24 juli 1932 als vierde pastoor werd aangesteld, was er nog steeds geen kerk, geen pastorie of onderpastorie. Hij en onderpastoor Jozef Maes (1923-1943) maakten nieuw werk van de bestaande bouwplannen. Alles werd herbekeken en op 31 december 1932 konden de notariële akten ondertekend worden voor de bouwterreinen van kerk, pastorie en onderpastorie. Ingenieur-architect Van Coillie had intussen ook zijn vergeelde plannen bijgewerkt.
Nadat de allerlaatste handtekening was gezet, kon uiteindelijk op 17 juli 1933 de openbare aanbesteding plaatsvinden in de parochiezaal. De eerste spadesteek kwam er op 25 augustus 1933 en de meitak werd op de kap gehesen op 17 februari 1934.
Op 12 mei 1935 kwam uit het Luxemburgse Tellin de grote Sint-Katarinaklok (900 kg) toe. Mgr. H. Lamiroy zegende de nieuwe kerk en de 3 altaren in op woensdag 16 mei 1934. Pastoor Deschoolmeester schreef in zijn dagboek: "Deo gratias". Het orgel werd ingezegend op 23 december 1934.
Maar niet alleen de kerk, ook de pastorie en de onderpastorie kregen vorm: op 5 januari 1933 werd de eerste steen gelegd van de huidige pastorie en in juni 1933 konden pastoor en onderpastoor in hun nieuwe huis intrekken.
In 1946 werd de nieuwe parochiale feestzaal gebouwd op een deel van de speelplaats van de jongensschool. Het is de huidige zaal Rustenhove, 23m lang en 14m breed en uitgerust voor toneel- en filmvoorstellingen. Zo werd die zaal het trefpunt voor alle parochiale verenigingen.
De zesde pastoor, Maurice Willaert (1954-1957), werkte het hoofdaltaar en de glasramen verder af.
In 1960 kreeg de kerk, ter gelegenheid van het vijftigjarig bestaan van de parochie, haar tweede en derde klok: de Mariaklok weegt 1050 kg en de Sint-Annaklok 450 kg; beide zijn afkomstig uit Doornik.
In 1974 maakte stad Brugge een uitweg naast de kerk, gedeeltelijk in de hof van de pastorie, om zo de nieuwe wijk achter de kerk dichter bij de kern te brengen. Ook het kerkplein werd verfraaid.